# KAB-500Kr-OD
KAB-500Kr-OD – sowiecka bomba kierowana naprowadzana telewizyjnie. Część bojową bomby tworzy bomba paliwowo-powietrzna o masie 500 kg.